# Subprefeitura do Itaim Paulista
A Subprefeitura do Itaim Paulista é uma das 32 subprefeituras da cidade de São Paulo, sendo regida pela Lei nº 13.999 de 1º de agosto de 2002.
É composta por dois distritos, Itaim Paulista e Vila Curuçá, que somados representam uma área de 21,7 km², é habitada por mais de 358 mil pessoas. Além disso, a região é cortada por 6 córregos e 20 afluentes. 

## Itaim Paulista
Itaim Paulista é o último distrito do município de São Paulo, localizado no extremo da zona Leste. Sendo o maior distrito da Zona Leste, e muito populoso  que faz divisa com três municípios da grande São Paulo: Itaquaquecetuba, pela Avenida Marechal Tito, Ferraz de Vasconcelos, pela Rua Tibúrcio de Souza e Poá por um ponte que passa  sobre o corrégo Três pontes.

## Subprefeitos
- João Francisco Ferreira Nascimento - 2002 a 2004[3]
- Diógenes Sandim Martins - 2005 a 2009 [3]
- Celso Capato - 2009 a 2010 [3]
- João Santos de Souza - 2010 a 2012 [3]
- Irene Mitsue Inada - 2013 (janeiro - junho)[3]
- Adriana Neves da Silva Morales - 2013 a 2014[3]
- Miguel Angelo Gianetti - 2014 a 2015[3]
- Wilson Ianelli de Souza - 2015 a 2016[2]
- José Denycio Pontes Agostinho - de 1 de janeiro de 2017 a 16 de janeiro de 2019[4]
- Gilmar Souza Santos - desde 16 de janeiro de 2019

## Distritos

### Itaim Paulista
Área: 12,00 km²
População (2010): 224.074 habitantes.
Densidade demográfica: 18.673 (habitantes/km²)
No fim do século XVIII, Itaim Paulista começou a ter seus primeiros moradores. Já no século XIX, houve um grande desenvolvimento da região devido à chegada da Ferrovia Estrada do Norte (antiga Central do Brasil). Muitas casas foram construídas nas margens dos trilhos da ferrovia.
Em 1980 a região do Itaim Paulista foi denominada distrito autônomo. Ou seja, se separou de São Miguel Paulista.

### Vila Curuçá
Área: 9,70 km²
População (2010): 149.053 habitantes.
Densidade demográfica: 15.366 (habitantes/km²)
A região de Vila Curuçá foi muito explorada a partir do século XVII devido à doação de sesmarias aos portugueses.
Atualmente, há no distrito uma unidade do CEU (Centro Educacional Unificado) que exerce a função de escola de ensino infantil, fundamental e centro de recreação aos moradores e frequentadores da região. A população usufrui também do acesso à internet propiciado pelo telecentro no local.